# خورشیدگرفتگی ۲۷ مارس ۱۹۶۰
خورشیدگرفتگی ۲۷ مارس ۱۹۶۰ (به انگلیسی: Solar eclipse of March 27, 1960) یک خورشیدگرفتگی از نوع خورشیدگرفتگی جزئی است. این خورشیدگرفتگی در تاریخ ۲۷ مارس ۱۹۶۰ میلادی (‎۷ فروردین ۱۳۳۹ خورشیدی) روی داد که زمان اوج آن، ساعت ۷:۲۵:۰۷ به‌وقت ساعت هماهنگ جهانی بوده‌است.